# Kroktjärnen (Linde socken, Västmanland)
Kroktjärnen är en sjö i Lindesbergs kommun i Västmanland och ingår i Norrströms huvudavrinningsområde. Sjön är 20 meter djup, har en yta på 0,122 kvadratkilometer och är belägen 229 meter över havet.

## Delavrinningsområde
Kroktjärnen ingår i det delavrinningsområde (661881-145082) som SMHI kallar för Mynnar i Dyltaån. Medelhöjden är 203 meter över havet och ytan är 28,43 kvadratkilometer. Det finns inga avrinningsområden uppströms utan avrinningsområdet är högsta punkten. Vattendraget som avvattnar avrinningsområdet har biflödesordning 4, vilket innebär att vattnet flödar genom totalt 4 vattendrag innan det når havet efter 233 kilometer. Avrinningsområdet består mestadels av skog (73 procent). Avrinningsområdet har 0,96 kvadratkilometer vattenytor vilket ger det en sjöprocent på 2,3 procent.